# Association Sportive Montferrandaise
L'Association Sportive Montferrandaise, anche nota come ASM Omnisport, è una società polisportiva francese di Clermont-Ferrand.

## Sezioni
- Atletica leggera
- Calcio (maschile)
- Ginnastica
- Judo
- Kendō
- Lotta
- Nuoto
- Multisport
- Pallacanestro (maschile e femminile)
- Pugilato
- Rugby a 15 (maschile e femminile)
- Sollevamento pesi
- Sport per disabili
- Tennis